# Katarina Zec
Katarina Zec (Serbia, 19 de marzo de 1997) es una jugadora de baloncesto profesional serbia, que actualmente juega en el Joventut Badalona de la Liga Femenina española.

## Trayectoria deportiva
Jugadora en la posición de escolta, empezó a jugar a baloncesto desde categorías inferiores, en Serbia, en el Club Estrella de Belgrado, hasta la temporada 2015/2016, en la que ganó la Copa Serbia, fue finalista de Liga y elegida en el Mejor Quinteto de la competición. Posteriormente jugó en USA en el UTEP, Universidad de Texas El Paso, hasta que regresó a Europa, a su país, para la temporada 2020/2021, con el equipo ZKK Art Basket, y formó parte de la selección absoluta Serbia.
Para la temporada 2012/2022 ha fichado por el equipo Araski AES, de Vitoria.

## Clubs
- Hasta 2015/2016 Estrella Roja de Belgrado.[4][2]
- 2016/2020 UTEP-Universidad de Texas-El Paso.[2]
- 2020-2021 ZKK Art Basket Serbia.[5]
- 2021-2022;  Araski AES, Vitoria.[3]

## Selecciones
- Seleccionada por Serbia en categorías inferiores, en sub-16 de 2013, donde fueron campeonas. Y también en el Europeo sub-20 en 2017.
- Forma parte de la selección absoluta de Serbia.

## Palmarés
Campeonatos internacionales
| Título | Año  |
| ------ | ---- |
| U16-B  | 2013 |
|        |      |